# Matane
Matane è un comune del Canada, situato nella provincia del Québec, nella regione di Bas-Saint-Laurent.
È il capoluogo della municipalità regionale di contea di La Matanie.